# Eva Morris
Eva Sharpe Morris (Newcastle-under-Lyme, 8 novembre 1885 – Stone, 2 novembre 2000) è stata una supercentenaria britannica.
Ufficialmente detenne il primato, riconosciuto dal Guinness dei primati, di persona vivente più longeva al mondo dal 30 dicembre 1999, con la morte di Sarah Knauss, fino al suo stesso decesso. Peraltro nel 2024 il Gerontology Research Group, convalidando l'età della statunitense Ella Miller, stabilì che verosimilmente Eva Morris non divenne mai la decana dell'umanità, in quanto la Miller, nata il 6 dicembre 1884 (quasi un anno prima della Morris), morì il 21 novembre 2000, 19 giorni dopo la britannica, impedendo proprio alla Morris di diventare la persona vivente più longeva al mondo.

## Biografia
Eva Morris lavorò a lungo come governante a seguito della morte di suo marito, deceduto nel 1930. Fino all'età di 107 anni la Morris visse nel proprio appartamento, poi si trasferì in una casa di riposo. L'unico figlio di Eva morì di cancro nel 1975, all'età di 62 anni.
Eva Morris morì per cause naturali (nel sonno) alle 13:24 all'età di 114 anni e 360 giorni, poco meno di una settimana prima del suo 115º compleanno; la francese Marie Brémont divenne la persona vivente più anziana al mondo dopo la sua morte (in realtà ottenne il titolo 19 giorni dopo, il 21 novembre 2000, a seguito della morte della statunitense Ella Miller, come scoperto dal Gerontology Research Group nel 2024). Al tempo si ipotizzava che Elisabeth Israel, una donna della Dominica, avesse 125 anni, ma il Guinness dei primati ha affermato che la data di nascita e la data di morte di Eva, a differenza dei dati anagrafici della Israel, erano solidamente documentate.
La Morris dichiarò in un'intervista di essere riuscita a vivere così a lungo grazie al duro lavoro; la donna gradiva il whisky. Le piaceva anche mangiare cipolle bollite e trascorrere più tempo possibile nella natura, andando in bicicletta.